# 귀신잡는 해병
"귀신잡는 해병"은 한국에서 제작된 김응천 감독의 1966년 영화이다. 황해 등이 주연으로 출연하였고 성동호 등이 제작에 참여하였다.

## 출연

### 주연
- 황해
- 최지희
- 최성호

## 기타
- 조명: 윤기환
- 미술: 노인택